# Eubaphe unicolor
Eubaphe unicolor är en fjärilsart som beskrevs av Robinson 1869. Eubaphe unicolor ingår i släktet Eubaphe och familjen mätare. Inga underarter finns listade i Catalogue of Life.